# Chastel-Arnaud
 Chastel-Arnaud  là một xã thuộc tỉnh Drôme trong vùng Auvergne-Rhône-Alpes đông nam nước Pháp. Xã Chastel-Arnaud nằm ở khu vực có độ cao từ 352-1539 mét trên mực nước biển.